# کوراشوو (گمینا چژه)
کوراشوو (به لهستانی:  Kuraszewo) یک روستا در لهستان است که در گمینا چژه واقع شده‌است.